# Жужелянська сільська рада
Жужелянська сільська рада — колишній орган місцевого самоврядування у Сокальському районі Львівської області. Адміністративний центр ради — село Жужеляни.

## Загальні відомості
Водоймища на території, підпорядкованій даній раді: річка Солокія.

## Населені пункти
Сільській раді були підпорядковані населені пункти:
- с. Жужеляни
- с. Заболоття
- с. Перемисловичі
- с. Цеблів

## Склад ради
Рада складалася з 16 депутатів та голови.

### Керівний склад попередніх скликань
| ПІБ                          | Основні відомості                                                | Дата обрання | Дата звільнення |
| ---------------------------- | ---------------------------------------------------------------- | ------------ | --------------- |
| Букрій Лідія Асафатівна      | Сільський голова, 1963 р.н., освіта, член Народного Руху України | 26.03.2006   | 31.10.2010      |
| Мончук Володимир Ярославович | Сільський голова, 1955 р.н., освіта вища, безпартійний           | 31.10.2010   |                 |

Примітка: таблиця складена за даними джерела